# وزارة الاتصالات وتقنية المعلومات (السعودية)
وزارة الاتصالات وتقنية المعلومات السعودية هي الوزارة المسؤولة عن جميع وسائل الاتصال في المملكة العربية السعودية ويتولى الوزارة الآن معالي المهندس عبد الله بن عامر السواحه بعد أن كانت وكالة تابعة لوزارة النقل السعودية وكانت تسمى سابقا (وزارة البرق والبريد والهاتف).
بحسب تقرير التنافسية العالمي 2019 احتلت المملكة المرتبة 38 في انتشار شبكة النطاق العريض وتطوير البنية الرقمية، متقدمة 16 مركزا عن العام 2018، كما احتلت المرتبة الثالثة بين دول مجموعة العشرين والـ11 عالميا في محور الحوكمة التقنية.

## تاريخ الوزارة
رأى الملك عبد العزيز أهمية البريد والاتصالات، وضرورة الاستفادة من المخترعات الحديثة في هذا المجال لربط مناطق المملكة المترامية الأطراف والتي تفصل بينهما المسافات الشاسعة، فصدرت أوامره -ي- في عام (1345هـ) بإنشاء مديرية البرق والبريد والهاتف وربطت بالنيابة العامة تحت مظلة الأمور الداخلية. وأُنيط بالإدارة الجديدة العناية بمختلف خدمات البريد والاتصالات. وقد استمر الاهتمام والدعم لهذه الخدمات من قبل المسؤولين في المملكة حتى الوقت الحاضر، وفيما يلي بعض المحطات الرئيسية في تاريخ الاتصالات في المملكة:
في عام (1353هـ)، تم تأمين (22) محطة لاسلكية لربط (22) مدينة وقرية في المملكة بالخدمات البرقية. حتى عام (1353هـ) لم يكن عدد الخطوط الهاتفية اليدوية يتجاوز (854) هاتفاَ موزعة على كل من الرياض ومكة المكرمة والمدينة المنورة وجدة والطائف فقط. في عام (1372هـ) أنشئت وزارة المواصلات، وعين الأمير طلال بن عبد العزيز وزيراَ لها، وضمت إليها مرافق البرق والبريد والهاتف. في عام 1395هـ، وبعد أن تعاظم دور قطاع الاتصالات في تنمية وتطور الشعوب والدول، صدر المرسوم الملكي رقم (أ/ 236) وتاريخ 8/10/1395هـ بإنشاء وزارة البرق والبريد والهاتف لتكون مسؤولة عن قطاعي البريد والاتصالات وكان عدد الخطوط الهاتفية في ذلك الوقت لا يتعدى (130) ألف خط، وإجمالي الإيرادات (250) مليون ريال. في عام (1404هـ) تم تشغيل أول شبكة من الكوابل البصرية، وتم إنشاء مراكز ومجمعات الاتصالات في جميع مناطق المملكة. في عام (1407هـ) تم تشغيل مدينة الملك فهد للاتصالات الفضائية على طريق مكة المكرمةـ جدة. وتحتوي على أربع محطات أرضية للعمل مع الأقمار الصناعية عربسات، وإنتلسات (المحيط الأطلسي)، وإنتلسات (المحيط الهندي) وأنمرسات للاتصالات البحرية، لربط المملكة مع جميع أنحاء العالم بخدمات الاتصالات. في عام (1416هـ) تم تشغيل خدمة الهاتف الجوال. في عام (1417هـ) تم تشغيل شبكات كوابل الألياف البصرية لربط مناطق المملكة. في عام (1417هـ) تم تشغيل خدمات.(VSAT). في عام (1418هـ) تم تشغيل الشبكة الذكية لنقل المعلومات. في عام 1418هـ صدرت موافقة خادم الحرمين الشريفين بالأمر السامي الكريم رقم م/35وتاريخ بفصل مرافق البرق والبريد والهاتف عن الوزارة، وتأسيس شركـة مساهمـة سعودية باسم ((شركة الاتصالات السعودية)) للقيام بخدمات الاتصالات، وبدأت الشركة أعمالها يوم 6 محرم من عام 1419هـ الموافق 2/5/1998م. في عام 1422هـ صدرت موافقة خادم الحرمين الشريفين بالأمر السامي رقم 2/12 وتاريخ 12/3/1422هـ وقرار مجلس الوزراء رقم 74وتاريخ 5/3/1422هـ بالموافقة على نظام الاتصالات وإنشاء هيئة الاتصالات السعودية، لتتولى تنظيم هذا القطاع بهدف تقديم خدمات اتصالات متطورة وموثوق بها في جميع أنحاء المملكة من قبل الشركـات التي يتم الترخيـص لها، وفق نظام الاتصالات. في عام 1424هـ صدر المرسوم الملكي الكريم رقم أ/2 وتاريخ 28/2/1424هـ بتغيير مسمى وزارة البرق والبريد والهاتف إلى وزارة الاتصالات وتقنية المعلومات مما يعكس مدى الاهتمام الذي توليه الدولة لقطاع الاتصالات وتقنية المعلومات وتحقيقا ًللأهداف الطموحة بالتحول إلى المجتمع المعلوماتي.

## مهام الوزارة
وزارة الاتصالات وتقنية المعلومات السعودية هي الوزارة المسؤولة عن جميع وسائل الاتصال وتقنية المعلومات  في المملكة العربية السعودية ويتولى الوزارة الآن معالي المهندس/ عبدالله بن عامر السواحه، بعد أن كانت وكالة تابعة لوزارة المواصلات (النقل حالياً)، وكان اسمها في السابق  (وزارة البرق والبريد والهاتف).
ومنذ أن تم إنشاء وزارة الاتصالات وتقنية المعلومات وإسناد العديد من المهام لها، تم إعداد الهيكل التنظيمي ليتوافق وهذه المهام. ويمكن توضيح المهام والمسئوليات المناطة بالوزارة من خلال استعراض القرارات والأوامر السامية التالية (مرتبة تاريخياً):
إعادة تنظيم وزارة الاتصالات وتقنية المعلومات:
صدر قرار مجلس الوزراء رقم (133) وتاريخ 1424/05/21هـ، والقاضي بإعادة تنظيم وزارة الاتصالات وتقنية المعلومات بما يتناسب مع المهام الموكلة إليها، وتضمن تحديد الأهداف المسندة لهذه الوزارة وهو الإشراف على نشاط الاتصالات وتقنية المعلومات في المملكة، ويتمثل ذلك في التالي:
- اقتراح السياسات العامة، ورسم الخطط والبرامج التطويرية لقطاع الاتصالات وتقنية المعلومات.
- اقتراح مشاريع الأنظمة المتعلقة بالاتصالات وتقنية المعلومات ورفعها إلى مجلس  الوزراء.
- اقتراح الخطط المتعلقة بقطاع الاتصالات وتقنية المعلومات، بما في ذلك المتعلقة بشمولية الخدمات ومتابعة تطويرها، واعتمادها من الجهات المختصة.
- التنسيق مع الجهات الحكومية وغيرها فيما يخص قطاع الاتصالات وتقنية المعلومات.
- تمثيل المملكة في الهيئات المحلية والإقليمية والدولية في قطاع الاتصالات وتقنية المعلومات، ذلك بالتنسيق مع الهيئة والمؤسسة (المؤسسة العامة للبريد).

وضع خطة لتقديم الخدمات والمعاملات الحكومية إلكترونياً:
صدر القرار السامي الكريم رقم (7/ب/33181) وتاريخ 1424/07/10 هـ المتضمن وضع خطة لتقديم الخدمات والمعاملات الحكومية إلكترونياً من قبل وزارة الاتصالات وتقنية المعلومات.
الموافقة على القواعد المنظمة لمشاركة القطاع الخاص في الأعمال الإلكترونية وفق أسلوب المشاركة في الدخل المتوقع:
صدر قرار مجلس الوزراء رقم (110) وتاريخ 1425/04/05هـ القاضي بالموافقة على القواعد المنظمة لمشاركة القطاع الخاص في الأعمال الإلكترونية وفق أسلوب المشاركة في الدخل المتوقع. وينص القرار على قيام وزارة الاتصالات وتقنية المعلومات وهيئة الاتصالات وتقنية المعلومات بوضع معايير موحدة للأنظمة المستخدمة من قبل الجهات الحكومية فيما يخص الدراسات المطلوبة ومتطلبات المنافسة وشروطها، وتشتركان مع الجهات المعنية في عملية تحليل العطاءات والترسية ومتابعة تنفيذ المشاريع.
تشكيل لجان للتعاملات الإلكترونية الحكومية:
صدر الأمر السامي رقم (8189 م/ب) وتاريخ 1426/06/19هـ، بتشكيل لجنة داخل كل جهة حكومية للتعاملات الإلكترونية الحكومية، حيث تكون مرتبطة بالمسئول الأول في تلك الجهة، وتقوم بالإشراف على تنفيذ خطة التعاملات الإلكترونية الحكومية الخاصة بالجهة، والتنسيق مع برنامج التعاملات الإلكترونية الحكومية بالوزارة.
إقرار ضوابط تطبيق التعاملات الإلكترونية الحكومية في الجهات الحكومية:
صدر قرار مجلس الوزراء رقم (40) وتاريخ 1427/02/27هـ، بشأن إقرار ضوابط تطبيق التعاملات الإلكترونية الحكومية في الجهات الحكومية. وفيما يلي قائمة بالمهام المناطة بالوزارة (ممثلة ببرنامج التعاملات الإلكترونية الحكومية) وفق هذا القرار:
1. إنشاء البوابة الوطنية لخدمات التعاملات الإلكترونية الحكومية، لتسهيل الوصول إلى المعلومات الحكومية والحصول على الخدمات الحكومية.
2. وضع إطار فني لتطبيق التعاملات الإلكترونية الحكومية، وتحديثه دورياً، ليشمل المواصفات والسياسات الفنية التي تسهّل تبادل المعلومات والبيانات بين الجهات الحكومية.
3. قياس مدى تحوّل الجهات الحكومية إلى التعاملات الإلكترونية الحكومية، بما في ذلك وضع المؤشرات ذات العلاقة وتحديثها. ورفع تقرير دوري للمقام السامي يوضح مدى تحوّل الجهات الحكومية إلى التعاملات الإلكترونية الحكومية.
4. وضع وثائق (مواصفات، منهجيات، معايير) استرشادية موحدة ليتم اتباعها من قبل الجهات الحكومية، وذلك تلبية لمتطلبات التعاملات الإلكترونية الحكومية، وذلك فيما يتعلق بالتالي:
  - تصنيف المعلومات والبيانات.
  - آلية حصر وتحديد الخدمات التي تقدمها الجهات الحكومية، وما يتعلق بالنماذج المعتمدة لهذا الغرض ووضعه في صيغ إلكترونية.
  - توثيق الأعمال والإجراءات الإدارية.
  - إعادة تصميم الأعمال والإجراءات الإدارية.
  - نشر الأنظمة واللوائح التنفيذية والإصدارات العامة من خلال مواقع الإنترنت.
  - حماية المعلومات والبيانات وأنظمة المعلومات.
5. التنسيق مع الجهات الحكومية المختلفة فيما يتعلق بخطط تلك الجهات للتحوّل إلى التعاملات الإلكترونية الحكومية.
6. التنسيق مع الجهات الحكومية لتحديد طبيعة الأرقام التعريفية الموحدة الخاصة بالأشخاص ذوي الصفة الطبيعية أو الاعتبارية، وكذلك الأرقام التعريفية للخدمات الحكومية، وذلك بما يفي بمتطلبات التعاملات الإلكترونية الحكومية.

إقرار نظام التعاملات الإلكترونية:
صدر قرار مجلس الوزراء رقم (80) وتاريخ 1428/03/07هـ، بشأن إقرار نظام التعاملات الإلكترونية. وفيما يلي قائمة بالمهام المناطة بالوزارة مع هذا القرار:
1. وضع السياسات العامة ورسم الخطط والبرامج التطويرية للتعاملات والتواقيع الإلكترونية، والرفع بمشاريع الأنظمة وأي تعديلات مقترحة عليها، والتنسيق مع الجهات الحكومية وغيرها فيما يخص تطبيق هذا النظام.
2. تمثيل المملكة في الهيئات المحلية والإقليمية والدولية فيما يخص التعاملات والتواقيع الإلكترونية، ولها أن تمنح صلاحية التمثيل لجهات أخرى.
3. إنشاء المركز الوطني للتصديق الرقمي والإشراف على المهام المتعلقة بإدارة الشهادات الرقمية، والتنسيق فيما يخص المواصفات والمقاييس اللازمة لها، واقتراح الأنظمة والسياسات المنظمة لعمل المركز، والعمل على تطوير الاستفادة من الشهادات الرقمية في المملكة.
4. التنسيق مع الجهات الخارجية التي تقوم بعمل مماثل لعمل المركز الوطني للتصديق الرقمي، وذلك للاعتراف المتبادل بشهادات التصديق الإلكترونية.
5. تحديد المواصفات الفنية لمنظومة إصدار الشهادة، ومضمونها وشكلها، ومنظومة إنشاء التوقيع الإلكتروني، ومنظومة توثيقه.
6. تحديد ضوابط إصدار الشهادة الرقمية وتسليمها وحفظها وإلغائها

إقرار الخطة الوطنية للاتصالات وتقنية المعلومات:
صدر الأمر السامي (رقم 7/ب/53847) وتاريخ 1424/11/13هـ والقاضي بنقل مهام إعداد الخطة الوطنية لتقنية المعلومات لوزارة الاتصالات وتقنية المعلومات. وبعد إكمال الخطة ورفعها صدر قرار مجلس الوزراء رقم (160)، في 11/5/ 1428 هـ، القاضي بإقرار الخطة الوطنية للاتصالات وتقنية المعلومات. وفيما يلي قائمة بالمهام المناطة بالوزارة في هذا الصدد:
- متابعة تنفيذ الخطة، وتقييم وتحديد العقبات والصعاب التي تواجه الجهات المختلفة في سبيل تنفيذ مشاريعها ذات العلاقة بالخطة، واقتراح الحلول والبدائل المناسبة.
- تحديث الخطة، وإعداد الخطط الخمسية لها.
- اقتراح كل ما من شأنه تفعيل الخطة وضمان تنفيذها.
- المشاركة في إعداد الفصل الخاص بتقنية المعلومات والاتصالات بالخطة الخمسية للدولة والتنسيق في ذلك مع وزارة الاقتصاد والتخطيط.
- إجراء الدراسات والمسوحات ذات العلاقة بالقطاع.
- رصد التحوّل إلى مجتمع المعلومات، ومتابعة المؤشرات المحلية.
- رصد التطورات الدولية، ومتابعة المؤشرات العالمية.
- تحديد موقع المملكة في مجال الاتصالات وتقنية المعلومات عالمياً.
- إعداد التقرير السنوي «تقرير التحوّل إلى مجتمع المعلومات» للمقام السام.

الأنظمة والقرارات ذات العلاقة بالقطاع:
حيث أن الوزارة هي الجهة المخوّلة اقتراح مشاريع الأنظمة المتعلقة بالاتصالات وتقنية المعلومات ورفعها إلى مجلس الوزراء لإقرارها (حسب قرار مجلس الوزراء رقم (133) وتاريخ 1424/05/21هـ)، فقد قامت برفع العديد من المقترحات في هذا المجال، علماً ان الأنظمة واللوائح التي تم رفعها من قبل الوزارة، تخضع للمراجعة المستمرة لتعديلها بما يتوافق مع متطلبات الأوضاع المستجدة. وفيما فيما يلي الأنظمة والقرارات ذات العلاقة بقطاع الاتصالات وتقنية المعلومات (مرتبة تاريخياً)، علماً أن بعض هذه الأنظمة تم اقتراحه ورفعه من جهات أخرى.
نظام الاتصالات:
صدر نظام الاتصالات بموجب المرسوم الملكي الكريم رقم (م/12) وتاريخ 1422/03/12هـ بهدف تنظيم قطاع الاتصالات في المملكة وإعادة هيكلته.
بناء قواعد معلومات لإعمال الجهات الحكومية:
صدر تعميم رئيس مجلس الوزراء رقم (7/ب/26345) وتاريخ 1422/12/19 هـ، القاضي بالطلب من الجهات الحكومية ببناء قواعد معلومات لإعمالها للاستفادة منها في تسهيل التعاملات مع الأجهزة الحكومية الأخرى وفي إعداد التقارير السنوية عن أعمال الجهة .
استخدام الوسائل الإلكترونية بدلاً من المستندات والوسائل التقليدية وتبني استخدام أنظمة الحاسب الآلي في جميع العمليات المالية والمحاسبية:
صدر قرار مجلس الوزراء رقم (235) وتاريخ 1425/08/20 هـ، الصادر بناء على توصيات ندوة «سبل تعزيز التعاون لتحقيق أهداف المراجعة الشاملة والرقابة على الأداء» التي نظمها ديوان المراقبة العامة، ويدعو القرار الجهات الحكومية إلى استخدام الوسائل الإلكترونية بدلاً من المستندات والوسائل التقليدية وسرعة تبني استخدام أنظمة الحاسب الآلي في جميع العمليات المالية والمحاسبية.
القواعد المنظمة لمشاركة القطاع الخاص في الأعمال الإلكترونية الحكومية وفق أسلوب المشاركة في الدخل المتوقع:
صدر قرار مجلس الوزراء رقم (110) وتاريخ 1425/04/05هـ، القاضي بالموافقة على القواعد المنظمة لمشاركة القطاع الخاص في الأعمال الإلكترونية الحكومية وفق أسلوب المشاركة في الدخل المتوقع.
ضوابط تطبيق التعاملات الإلكترونية الحكومية:
صدر قرار مجلس الوزراء رقم (40) وتاريخ 1427/02/27هـ، بشأن إقرار ضوابط تطبيق التعاملات الإلكترونية الحكومية في الجهات الحكومية.
نظام مكافحة الجرائم المعلوماتية:
صدر قرار مجلس الوزراء رقم (79) وتاريخ 1428/03/07هـ، بشأن إقرار نظام مكافحة الجرائم المعلوماتية.
نظام التعاملات الإلكترونية:
صدر قرار مجلس الوزراء رقم (80) وتاريخ 1428/03/07هـ، بشأن إقرار نظام التعاملات الإلكترونية.

## برامج الوزارة

### وحدة التحول الرقمي
ويهدف البرنامج إلى بناء مجتمع رقمي واقتصاد رقمي ووطن رقمي على نحو يضمن التحول إلى مجتمع رقمي مبني على إنشاء منصات رقمية لإثراء التفاعل والمشاركة المجتمعية الفعالة بما يساهم في تحسين تجربة المواطن والمقيم والسائح والمستثمر في المملكة واقتصاد رقمي لتطوير الصناعة وتحسين التنافسية والتأثير الإيجابي على الوضع الاقتصادي وتوليد الوظائف المعرفية وتقديم خدمات أفضل للمستفيدين، ووطن رقمي لتحفيز الابداع من خلال استقطاب الاستثمارات والشراكات المحلية والعالمية في مجالات التقنية والابتكار.

### برنامج التعاملات الإلكترونية الحكومية (يسّر)
ويهدف البرنامج إلى رفع إنتاجية وكفاءة القطاع العام. تقديم خدمات أفضل للأفراد وقطاع الأعمال وبشكل أيسر. زيادة عائدات الاستثمار. توفير المعلومات المطلوبة بدقة عالية في الوقت المناسب.

### البوابة الوطنية للتعاملات الإلكترونية الحكومية (سعودي)
أنشأت وزارة الاتصالات وتقنية المعلومات ممثلة ببرنامج التعاملات الالكترونية الحكومية (يسر) البوابة الوطنية للتعاملات الإلكترونية الحكومية (سعودي)، حيث تم تطويرها لتصبح بمثابة موقع إلكتروني موحد على شبكة الإنترنت؛ بهدف تسهيل تعامل المواطنين والمقيمين والقطاع الخاص مع القطاعات الحكومية وزيادة مستوى الشفافية.

### البرنامج التدريبي لقطاع الإعلام
برنامج انشأته الوزارة للتعريف بدور تقنية المعلومات والاتصالات في حياة المجتمعات المعاصرة، والتعرف على أسس التغطيات الإعلامية لقضايا الاتصالات وتقنية المعلومات، وإبراز دور تقنية المعلومات والاتصالات في قطاع الإعلام.
وتستهدف المبادرة محرري صفحات الاتصالات وتقنية المعلومات في الصحف المحلية، ومحررين مختارين من المجلات المتخصصة في مجالات الاتصالات وتقنية المعلومات.

## الوزراء السابقين للوزارة
| الوزير                          | الفترة                        |
| ------------------------------- | ----------------------------- |
| الدكتور علوي درويش كيال         | 8/10/1390هـ إلي 2/3/1416هـ    |
| الدكتور علي الجهني              | 3/3/1416هـ إلى 16/8/1420 هـ   |
| الدكتور خالد بن محمد القصيبي    | 17/8/1420هـ إلى2/3/1424هـ     |
| المهندس محمد جميل بن أحمد ملا   | 3/3/1424هـ - 1436 هـ          |
| الدكتور فهاد بن معتاد الحمد     | 8 ديسمبر 2014 - 29 يناير 2015 |
| الدكتور محمد السويل             | 1436 هـ - 25/07/1438هـ        |
| المهندس عبدالله بن عامر السواحة | 1438هـ - حتى الآن             |

## برنامج قائدات في العالم الرقمي
هو برنامج يهدف إلى زيادة مهارات السيدات الرقمية، وتحفيزهم للمشاركة في قطاع الاتصالات وتقنية المعلومات. تقدم هذه الجائزة للأفراد والشركات الكبرى والمتوسطة، لتشجيعهم رفع نسبة تمكين المرأة في المناصب القيادية، وصناعة بيئة عمل محفزة في قطاع الاتصالات وتقنية المعلومات.
تقسم جوائز البرنامج إلى ثلاثة جوائز وهي:
- الجائزة الأولى لـِ «أفضل رائدة أعمال».
- الجائزة الثانية من نصيب «أفضل قيادية».
- الجائزة الثالثة لـِ «أفضل بيئة عمل ممكنة للمرأة».[8]

يعمل البرنامج على ثلاثة مراحل نوعية لتعزيز مشاركة المرأة، وتطوير القيادات المتميزة بالقطاع وهي:
- الإعداد والتهيئة.
- التدريب التنفيذي.
- التدريب .

## الإستراتيجيات
صدر قرار مجلس الوزراء بتاريخ 27 أغسطس 2019، على إستراتيجية قطاع الاتصالات وتقنية المعلومات.
وهي إستراتيجية تصل مدتها إلى خمس سنوات، بما يحقق رؤية المملكة 2030، الامر الذي يرسم خارطة طريق لمستقبل المملكة في الابتكار والاقتصاد الرقم، ومن هذه الأهداف:
- تطوير قدرات المملكة الرقمية في مجال الاتصالات وتقنية المعلومات.
- خدمة الأفراد والمجتمعات، ومواكبة المتطلبات الوطنية والتطورات العالمية الأجنبية.
- استقطاب وجذب المزيد من الاستثمارات التقنية، واستثمارها بطريقة مُثلى في نمو مشاريعها المستقبلية.[9]

وستسهم الإستراتيجية في تحسين وتطوير الأنشطة التنموية المختلفة، ورفع فاعلية وأداء القطاعين العام والخاص عن طريق تمكين التحول الرقمي، لتصبح المملكة من الدول الرائدة في العالم في مجال الاتصالات وتقنية المعلومات.
وتتضمن الإستراتيجية أربعة محاور هي:
- تهيئة البنية الرقمية لدعم المشاريع الضخمة.
- وتسريع التحول الرقمي في القطاعات.
- وتنمية القدرات والطاقات في قطاع الاتصالات وتقنية المعلومات عبر زيادة التوطين ورفع مشاركة المرأة.
- تحفيز الابتكار والاستثمار في قطاع التقنية وتعظيم المحتوى المحلي.[9]